# Mohammed bin Thani
Mohammed bin Thani (in arabo محمد بن ثاني‎?; Fuwayrit, 1788 – Doha, 18 dicembre 1878), è stato emiro del Qatar dal 1847 al 1876, quando abdicò in favore del figlio Jassim bin Mohammed al-Thani, considerato il fondatore del moderno Qatar.

## Biografia
Mohammed bin Thani nacque a Fuwayrit nel 1788, figlio secondogenito dello sceicco Thani bin Mohammed.
Nel 1847, dopo aver lungamente vissuto una vita a Fuwayrit, la famiglia al-Thani si spostò a Doha, la capitale del Qatar, sotto la guida del cinquantanovenne Mohammed. Egli aveva infatti esteso la sua influenza in tutta la penisola del Qatar e per rafforzare la sua posizione all'estero siglò un'alleanza con Faysal bin Turki, emiro del Secondo Stato Saudita, che si recò in visita in Qatar nei primi mesi del 1851.
Il 12 settembre 1868 lo sceicco Mohammed firmò un trattato con il colonnello britannico Lewis Pelly in cui si riconosceva l'indipendenza del Qatar.
All'inizio degli anni sessanta, il monarca emerse come la figura più importante del Qatar e un funzionario importante del governo della regione del golfo Persico.
Nel 1871 Mohammed rivolse agli ottomani di stanza ad Al Hasa un appello, in cui chiedeva protezione dagli attacchi esterni. È da segnalare che per tutto il decennio precedente il Qatar era stato in lotta con gli ottomani.
Abdicò, in ragione dell'età avanzata nel 1876, in favore del figlio Jassim.

## Matrimonio e figli
Mohammed bin Thani era sposato con Noura Al Kuwari. Dalla coppia sono nati sei figli e due figlie (dal nome ignoto):
| Numero | Nome           | Incarico                         | Anno di nascita | Anno di morte |
| ------ | -------------- | -------------------------------- | --------------- | ------------- |
| 1      | Sceicco Jassim | Emiro del Qatar del 1876 al 1913 | 1825            | 1913          |
| 2      | Sceicco Ahmed  | Sceicco di Doha                  | 1853            | 1905          |
| 3      | Sceicco Fahad  | Nessuno                          | Ignoto          | Morto presto  |
| 4      | Sceicco Eid    | Nessuno                          | Ignoto          | Morto presto  |
| 5      | Sceicco Jabor  | Nessuno                          | 1878            | 1934          |
| 6      | Sceicco Thamir | Nessuno                          | Ignoto          | Ignoto        |
| 7      | Sceicca ...    | Nessuno                          | Ignoto          | Ignoto        |
| 8      | Sceicca ...    | Nessuno                          | Ignoto          | Ignoto        |